# Osiedle Energetyków
Osiedle Energetyków – osiedle miasta Trzebinia, w powiecie chrzanowskim, w województwie małopolskim. Osiedle Energetyków leży w pobliżu Elektrowni Siersza. Liczy 1349 mieszkańców. 28 listopada 2008 wydzielono z osiedla Energetyków nowe osiedle o nazwie Gaj Zacisze (jest to dawny przysiółek o nazwie Gaj, nazywany również potocznie Gaj-Wieś).